# Lại Văn Trình
Lại Văn Trình (sinh năm 1967) là Thẩm phán cao cấp người Việt Nam. Ông hiện giữ chức vụ Phó Chánh án Tòa án nhân dân cấp cao tại Đà Nẵng.

## Tiểu sử
Lại Văn Trình sinh năm 1967, quê quán tại xã Nam Vân, huyện Nam Ninh, tỉnh Nam Định.
Năm 1990, Lại Văn Trình tốt nghiệp Đại học Luật Thành phố Hồ Chí Minh.
Ngay sau khi tốt nghiệp đại học, ông làm Thư ký tại Tòa án nhân dân Quận 10, Thành phố Hồ Chí Minh.
Năm 1997, ông được bổ nhiệm chức vụ Thẩm phán Tòa án nhân dân Quận 10, Thành phố Hồ Chí Minh.
Tháng 12 năm 2003, ông được thăng chức làm Phó Chánh án Tòa án nhân dân Quận 10, Thành phố Hồ Chí Minh.
Tháng 6 năm 2010, ông được bổ nhiệm chức vụ Chánh án Tòa án nhân dân Quận 10, Thành phố Hồ Chí Minh.
Cũng trong năm 2010, ông bảo vệ luận án tiến sĩ luật học tại trường đại học cũ là Đại học Luật Thành phố Hồ Chí Minh.
Sau đó, ông trải qua các chức vụ Phó chánh tòa Tòa kinh tế Tòa án nhân dân Thành phố Hồ Chí Minh, Thẩm phán cao cấp công tác tại Tòa án nhân dân cấp cao tại Thành phố Hồ Chí Minh.
Ông còn là giảng viên biệt phái công tác tại Học viện Tòa án.
Từ ngày 1 tháng 10 năm 2018, Lại Văn Trình được điều động và bổ nhiệm giữ chức vụ Phó Chánh án Tòa án nhân dân cấp cao tại Đà Nẵng nhiệm kì 5 năm theo Quyết định số 1569/QĐ – TANDTC ngày 25/9/2018.

## Khen thưởng
- Huân chương Lao động hạng Nhất[2]
- Bằng khen trong công tác dân vận khéo của Chủ tịch Ủy ban nhân dân Thành phố Hồ Chí Minh (nhận năm 2011)[1]
- Bằng khen và danh hiệu Chiến sĩ thi đua toàn quốc ngành Tòa án nhân dân do Chánh án Tòa án nhân dân tối cao tặng năm 2012[1][2]
- Bằng khen của Thủ tướng Chính phủ (năm 2012)[1]
- Danh hiệu "Thẩm phán tiêu biểu" do Tòa án nhân dân tối cao tặng năm 2014[1]